# Мостовников, Василий Андреевич
Василий Андреевич Мостовников (01.05.1936-14.08.2011) — советский и белорусский физик, кандидат физико-математических наук (1970), лауреат Государственной премии СССР
(1972) и премии Совета Министров СССР (1986).
Родился в д. Медведево Горецкого района Могилёвской области.
Окончил физико-математический факультет Могилёвского педагогического института (1960). Работал учителем Каменской средней школы, завучем Ряснянской средней шкллы Горецкого района, ассистентом Белорусской сельскохозяйственной академии.
С 1964 г. — в Институте физики АН БССР: инженер-конструктор, старший инженер группы, аспирант (1967—1970), младший научный сотрудник, старший научный сотрудник, с 1979 г. — заведующий лабораторией лазерных систем и приборов.
В 1964 году совместно с Б. И. Степановым и А. Н. Рубиновым была предсказал теоретическую возможность генерации на растворах ряда красителей, а спустя три года они осуществили её экспериментально (одновременно с учеными США и ФРГ). В Институте физики АН БССР была создана серия соответствующих лазеров с плавно перестраиваемой частотой излучения в широкой области спектра.
Разработал научные основы высокоэффективных методов лазерной терапии и был одним из создателей нового типа лазеров.
Кандидат физико-математических наук (1970), диссертация:
- Получение и исследование оптической генерации в растворах органических красителей : диссертация … кандидата физико-математических наук : 01.00.00. — Минск, 1970. — 191 с. : ил.

Лауреат Государственной премии СССР (1972) — за цикл работ по исследованию явления оптической генерации в растворах сложных органических соединений и созданию на их основе нового типа лазеров с плавно перестраиваемой частотой излучения в широкой области спектра (1964—1971).
Лауреат Премии Совета Министров СССР 1986 г. за создание лазерного высокочувствительного детектора для хроматографии.
Награждён орденами Трудового Красного Знамени и «Знак Почёта».
Сочинения:
- Восстановление генерационных свойств растворов красителей после их фотохимической деструкции [Текст] / В. А. Мостовников, А. Н. Рубинов, Г. Р. Гиневич [и др.]. — Минск : [б. и.], 1975. — 10 с. : ил.; 20 см. — (Препринт / Ин-т физики АН БССР; № 94).